# Life Model Decoy
I Life Model Decoy (spesso abbreviati in LMD) sono oggetti immaginari dei fumetti Marvel Comics comparsi per la prima volta in Strange Tales (Vol. 1) n. 135 (agosto 1965).
Androidi dello S.H.I.E.L.D. progettati per duplicare tutti gli aspetti esteriori di una persona vivente, i Life Model Decoy possono essere controllati direttamente dal proprietario, che può vedere e parlare attraverso di loro. Ideati come perfette controfigure di VIP o bersagli ad alto rischio, i LMD replicano alla perfezione qualsiasi indicatore biologico della persona che sostituiscono, ad esempio le impronte digitali, i peli, l'epidermide, il parlato, l'odore, l'iride, la retina, il linguaggio del corpo e perfino gli schemi di pensiero, riuscendo così a raggirare perfino i telepati sebbene non i superumani dotati di sensi ipersviluppati come Wolverine, Devil e Jessica Drew.
I Life Model Decoy più ricorrenti dell'Universo Marvel sono probabilmente quelli con le fattezze di Nick Fury.

## Storia
Nel 1961, durante una missione in Francia, tre membri della lobby nota come Ruota Della Fortuna, Nick Fury (Gemelli), suo fratello Jake (Scorpione) e il professor Thomas Davidson (Vergine) rinvengono una tecnologia auto-replicante risalente al Rinascimento che viene successivamente rimaneggiata dallo stesso Davidson portando alla creazione dei primi Life Model Decoy.
Pochi anni dopo Fury sperimenta per la prima volta sul campo i LMD servendosene per sfuggire ad un attentato dell'HYDRA, venendo in seguito nominato direttore dello S.H.I.E.L.D., utilizzando abitualmente lo stratagemma di sostituirsi con un androide per raggirare i nemici ed arrivando a sostituire Dum Dum Dugan con un Life Model Decoy estremamente avanzato dopo la morte in battaglia dell'originale nell'estate del 1966. Nel corso degli anni lo S.H.I.E.L.D. ha inoltre costruito dei Capitan America LMD, mentre Tony Stark ha dedotto il segreto di tale tecnologia usandola per creare dei sosia di sé stesso o di altri supereroi.
Col tempo, anche diversi supercriminali si sono impadroniti della tecnologia dei Life Model Decoy, tra cui il Teschio Rosso, Scorpio, che crea un'intera formazione dello Zodiaco composta da androidi, e il dottor Arnim Zola che realizza in segreto il primo LMD modello Delta, il quale si replica poi in maniera esponenziale generando una serie di androidi dotati d'autocoscienza (i Deltite) con cui tenta di impadronirsi dello S.H.I.E.L.D. venendo ostacolato da Fury ma provocando il temporaneo smantellamento dell'organizzazione.
Nel corso della sua guerra segreta a Latveria Nick Fury si serve di un sofisticato LMD per non essere attaccato mentre Maria Hill, dopo la sua nomina a direttrice dello S.H.I.E.L.D. inizia a servirsi dei Life Model Decoy in concomitanza con lo scoppio della guerra civile dei superumani dopo essere stata ammonita da Fury sull'imminente invasione segreta degli Skrull.

### Life Model Decoy conosciuti
Esistono un numero indefinito di Life Model Decoy, una serie dei quali sono indicati solamente tramite un numero: 281, 361, 391, 399, 442, 737 e 857. I più comuni sono tuttavia quelli realizzati sulle fattezze di persone viventi o vissute:
- Bucky Barnes
- Laura Brown[25]
- Sharon Carter (Agente 13)[26]
- Amber D'Alexis[27]
- Dum Dum Dugan[8]
- Jake Fury (Scorpio)[28]
- Nick Fury[5]
- Maria Hill[20]
- Tilda Johnson (Nightshade)[29]
- Rachel Leighton (Diamante)[30]
- Sidney Levine[25]
- Kate Neville[31]
- Eric O'Grady (Ant-Man III)[32]
- Richard Parker[33]
- Mary Parker[33]
- Emily Preston[34]
- Clay Quartermain[35]
- Steve Rogers (Capitan America)[9]
- Jack Rollins[36]
- Natasha Romanoff (Vedova Nera)[37]
- Thunderbolt Ross[38]
- Valentina Rychenko[39]
- Jasper Sitwell[35]
- Tony Stark (Iron Man)[40]
- Wolfgang von Strucker[41]
- Glenn Talbot[42]
- Thor[14]
- Wade Winston Wilson (Deadpool)[43]
- Jimmy Woo (Artiglio Giallo)[36]

Inoltre sono stati realizzati dei LMD con incarichi di assistenza generalmente dotati di nomi e sembianze casuali, ad esempio Annie, incaricata di assistere il generale Ross, Chuck, incaricato di fare da autista all'Hulk Rosso e Joanie, costruita dall'A.I.M. per infiltrarsi nella cultura giovanile degli anni settanta.

## Poteri e abilità
In quanto androidi i Life Model Decoy possiedono vari attributi sovrumani quali forza, velocità, resistenza e agilità ampiamente al di sopra dei limiti di un comune essere umano; sono completamente immuni alla stanchezza e al dolore fisico, dispongono di capacità cognitive simili ai processi di un computer, nonché di equilibrio, coordinazione e riflessi superumani. Grazie ad un sistema interno di naniti i LMD sono inoltre in grado, entro certi limiti, di ripararsi autonomamente.

## Altri media

### Televisione
- Nel film TV Nick Fury (1998) compare il primo prototipo di Life Model Decoy dello S.H.I.E.L.D., realizzato sulle fattezze di Fury da Gabe Jones che, nella suddetta trasposizione, è uno scienziato.
- In un episodio della serie animata Iron Man: Armored Adventures compare un Life Model Decoy di Nick Fury.
- Nella serie Avengers - I più potenti eroi della Terra sia Nick Fury che Maria Hill utilizzano i Life Model Decoy.
- In Ultimate Spider-Man i Life Model Decoy sono androidi da addestramento dello S.H.I.E.L.D. in grado di replicare pressoché perfettamente i superpoteri dell'individuo di cui possiedono le fattezze.
- I Life Model Decoy sono presenti in due episodi della serie animata Avengers Assemble.
- Nella serie televisiva Agents of S.H.I.E.L.D., trasmessa dal 2013 dalla ABC e ambientata nel Marvel Cinematic Universe, Holden Radcliffe riavvia il progetto dei "Life Model Decoy" al termine della terza stagione. Nella quarta stagione il secondo blocco è dedicato interamente ai LMD. Inoltre, al termine della sesta stagione, nell'episodio finale viene creato un LMD di Phill Coulson.

### Videogiochi
- Nel videogioco Spider-Man: Amici o nemici è presente un Life Model Decoy di Nick Fury.
- I Life Model Decoy di Nick Fury compaiono in Marvel: La Grande Alleanza 2.